# Saint Anthony (Minnesota)
Pour les articles homonymes, voir Saint Anthony.
La ville américaine de Saint Anthony est située dans les comtés de Hennepin et Ramsey, dans l'État du Minnesota. Sa population s’élevait à 8 226 habitants lors du recensement de 2010.

## Démographie
| Groupe            | St. Anthony | Minnesota | États-Unis |
| ----------------- | ----------- | --------- | ---------- |
| Blancs            | 85,1        | 85,3      | 72,4       |
| Asiatiques        | 5,9         | 4,0       | 4,8        |
| Afro-Américains   | 5,0         | 5,2       | 12,6       |
| Métis             | 2,3         | 2,4       | 2,9        |
| Autres            | 1,1         | 2,0       | 6,4        |
| Amérindiens       | 0,6         | 1,1       | 0,9        |
| Total             | 100         | 100       | 100        |
|                   |             |           |            |
| Latino-Américains | 2,9         | 4,7       | 16,7       |

Selon l'American Community Survey, pour la période 2011-2015, 75,98 % de la population âgée de plus de 5 ans déclare parler anglais à la maison, alors que 5,42 % déclare parler l'espagnol, 4,10 % le français, 2,54 % une langue africaine, 1,88 % l'arabe, 1,02 % l'ukrainien, 0,99 % une langue hmong, 0,86 % l'ourdou, 0,79 % l'allemand, 0,76 % l'hindi, 0,73 % le vietnamien et 5,02 % une autre langue.

## Source
- (en) Cet article est partiellement ou en totalité issu de l’article de Wikipédia en anglais intitulé « St. Anthony, Minnesota » (voir la liste des auteurs).

1. ↑  (en) « St. Anthony, MN Population - Census 2010 and 2000 », sur censusviewer.com.
2. ↑  (en) « Population of Minnesota - Census 2010 and 2000 », sur censusviewer.com.
3. ↑  (en) « Language spoken at home by ability to speak english for the population 5 years and over », sur factfinder.census.gov (consulté le 12 avril 2017).